# Pałac klasycystyczny w Lubkowie
Pałac klasycystyczny w Lubkowie – zabytkowy pałac w Lubkowie – wsi w Polsce, w województwie dolnośląskim, w powiecie bolesławieckim, w gminie Warta Bolesławiecka, na Pogórzu Kaczawskim w Sudetach, na pograniczu z Niziną Śląsko-Łużycką (Równiną Chojnowską).

## Historia
Klasycystyczny obiekt wybudowany w 1796 r.; obecnie w ruinie jest częścią zespołu pałacowego, w skład którego wchodzą jeszcze: park z okazami wiekowych lip, nieistniejący budynek gospodarczy.